# 1524년

## 연호
- 명(明) 가정(嘉靖) 3년
- 일본(日本) 다이에이(大永) 4년
- 후 레 왕조(後黎朝) 통응우옌(統元) 3년

## 기년
- 류큐(琉球) 쇼신왕(尚真王) 48년
- 명(明) 세종 가정제(世宗 嘉靖帝) 3년
- 조선(朝鮮) 중종(中宗) 19년
- 후 레 왕조(後黎朝) 공황(恭皇) 3년

## 사건
- 김안로 귀양감.

## 탄생
- 9월 30일 - 조선 중기의 문신, 율곡 이이의 맏형 이선. (~1570년)
- 10월 31일 - 조선의 제11대 왕 중종과 후궁 숙의 이씨의 아들 덕양군. (~1581년)

## 사망
- 4월 30일 - 프랑스의 기사, 군인 피에르 테라유 바야르. (?~)
- 12월 24일 - 포르투갈의 탐험가, 항해가 바스쿠 다 가마. (?~)